# Survey of Israel

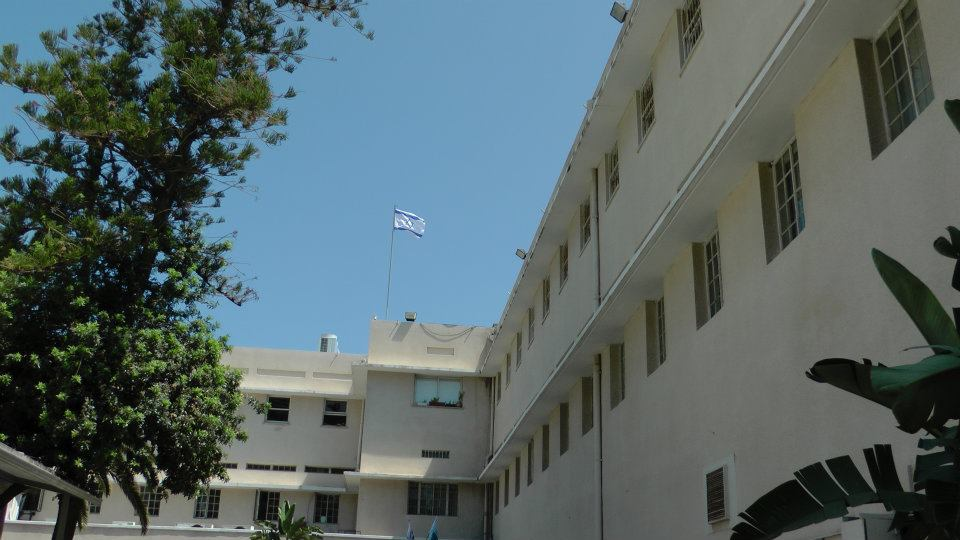
Sitz der Behörde in Tel Aviv, 2011

Survey of Israel (hebräisch הַמֶּרְכָּז לְמִפּוּי יִשְׂרָאֵל Ha-Merkaz lə-Mippūj Jisraʾel, deutsch ‚das Zentrum für Kartographierung Israels‘) ist die staatliche nationale Agentur für alle zentral erfassten geographischen Daten, die Kartographie und das Katasterwesen. Ihre Vorgängerorganisation, das Survey Department of Palestine (hebräisch הַמֶּרְכָּז לְמִפּוּי אֶרֶץ יִשְׂרָאֵל Ha-Merkaz lə-Mippūj Eretz Jisraʾel, deutsch ‚das Zentrum für Kartographierung Palästinas‘) wurde bereits 1920 in Jaffa, rund 30 Jahre vor der Ausrufung des Staates Israel gegründet. Im Jahre 1929 wurde im damaligen Sarona (seit 1943 zu Tel Aviv) der Grundstein für das heutige Bürogebäude des Zentrums gelegt, das das Survey Department 1930 bezog. Das Zentrum steht in Tel Aviv am Rechov Lincoln 1 Ecke Rechov Jehudah ha-Levi. Im Laufe der Geschichte des Zentrums für Kartographierung wurden die verschiedenen Arbeitsbereiche in der heutigen Agentur zusammengefasst.

## Aufgabenbereiche
- Geodäsie: Enge Zusammenarbeit mit dem National Geodetic Institute, Aufbau eines Geodetic Control Network,
- Katasterwesen
- Kartographie: Herausgabe der Nationalen Standard-Karte (1:50,000) von welcher andere Karten abgeleitet werden (1:100,000). Derzeit werden die Karten noch analog erstellt und anschließend digital überarbeitet. Zusätzlich wurde eine Anzahl von genaueren Karten (1:25,000) erstellt, die auf dem Nationalen GIS-Datenbanken basieren. Derzeit wird mit der Universität Jerusalem an einem Nationalatlas gearbeitet.
- Geographisches Informationssystem: Nationale Datenbank aller GIS-Daten

## Homepage
- Website (englisch)
- Administration and Services of the Survey Department – Survey of Israel auf mapi.gov.il (englisch).